# Abano
Abano (Georgisch: აბანო) is een dorp in het noorden van Georgië, gelegen in de gemeente Kazbegi (regio Mtscheta-Mtianeti). Het dorp ligt op 2170 meter boven zeeniveau op de linkeroever van de Terek (Tergi) in de Troesovallei. De naam betekent letterlijk "bad", wat verwijst naar de warmwaterbronnen.
Abano ligt hemelsbreed 22 kilometer ten zuidwesten van het gemeentelijk centrum Stepantsminda, aan de voet van de Kazbek. Bestuurlijk is het dorp Abano onderdeel van de dorpsgemeenschap (თემი, temi) Kobi waar nog 17 dorpen in de Troesovallei bijhoren, die vrijwel allemaal geen inwoners meer hebben.

## Geschiedenis

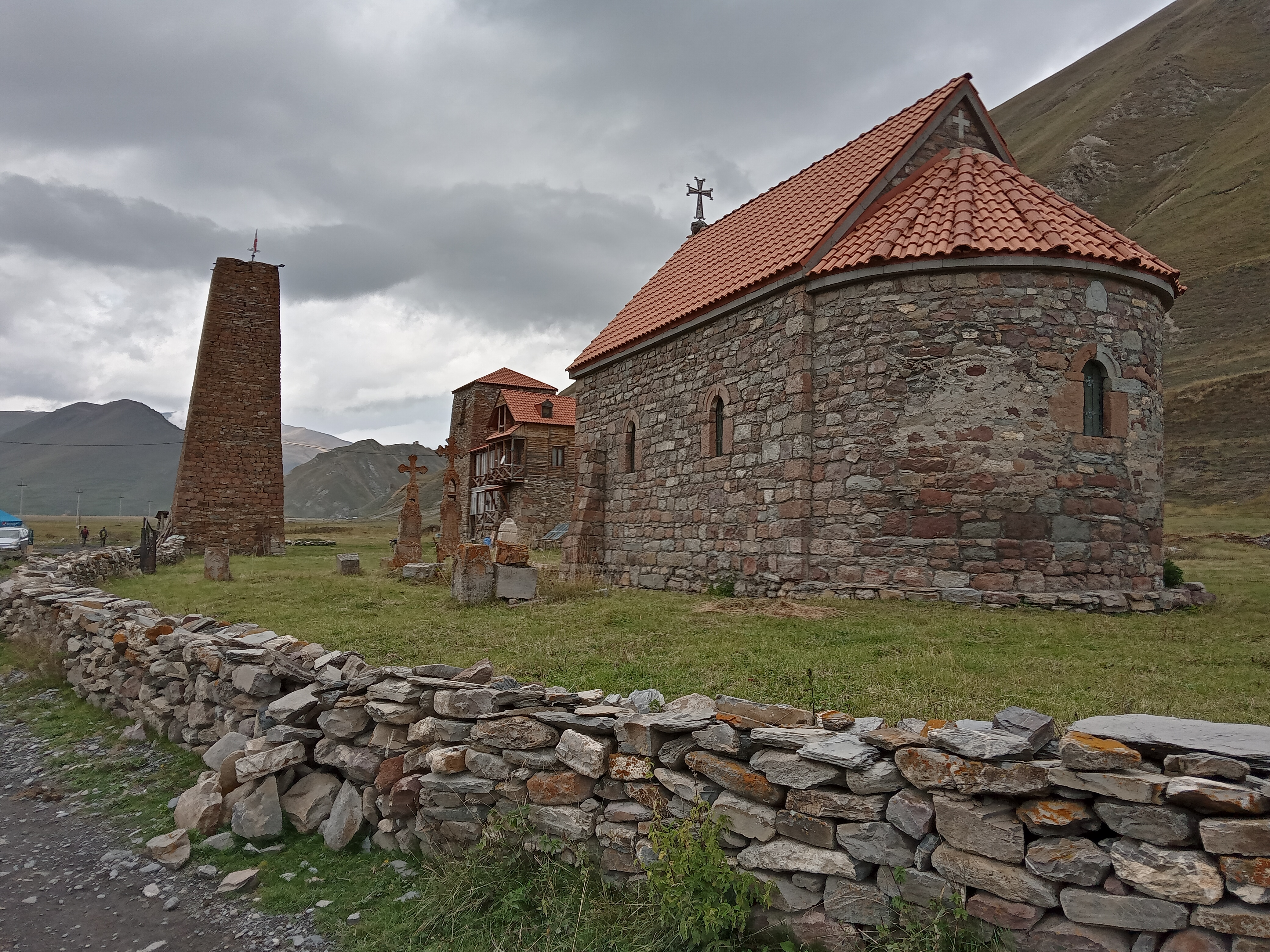
Abanoklooster met torens

De eerste gedocumenteerde en zichtbare bewoning in de Troesovallei, waar Abano ligt, gaat terug naar de middeleeuwen. Op tweeënhalve kilometer ten noordwesten van Abano staat een kerk uit de 10e eeuw en de gefortificeerde nederzetting Zakagori uit de 13e-14e eeuw. Het gebied viel toen onder de Georgische historische regio Chevi van het koninkrijk Kartlië. 
Over de historie van Abano zelf is weinig bekend, maar in de vallei woonden in de late middeleeuwen tot de 17e eeuw vooral Dval. Dit zijn etnisch Georgiërs uit de historische Georgische regio Dvaleti ten westen van de Troesopas, in wat nu het uiterste zuiden van het moderne Noord-Ossetië is. In Abano zijn de oudste gebouwen van de 17e-18e eeuw.

### Osseetse migratie
Vanaf medio 17e eeuw migreerden Osseten vanuit Dvaleti naar de Troesovallei en streken ook in Abano neer. De nederzetting werd na de Russische annexatie in 1801 ingedeeld bij het oejezd (district) Doesjeti van het Gouvernement Tiflis, en was daarbinnen deel van de rurale gemeenschap Opper-Chevi (Russisch: Верхне-Хевское, Verchne-Chevski) van het Chevi gemeentelijke district (yча́сток, oetsjastok).
Vanaf 1944 verhuisden de Osseten in de Troesovallei massaal naar Noord-Ossetië, naar dorpen van Ingoesj die door het Stalin-bewind waren gedeporteerd. De collectivisatie onder de Sovjet-Unie en het algemene landbouwbeleid waren mede debet aan deze migratie naar de vruchtbare gronden van de Noordelijke Kaukasus. De Osseten in Troeso leefden van de landbouw op een manier die niet paste binnen het Sovjetsysteem. Deze migratie leidde tot een snelle ontvolking van de vallei. Abano was in jaren 1960 al geheel verlaten, en is daar niet meer van hersteld.

## Demografie
Volgens volkstelling van 2014 had Abano drie inwoners, allen etnisch Georgiërs. Begin 20e eeuw was de bevolking nog geheel Ossetisch.
| Jaar                                                         | 1802 | 1831 | 1873 | 1886 | 1910 | 1923 | 1989 | 2002 | 2014 |
| ------------------------------------------------------------ | ---- | ---- | ---- | ---- | ---- | ---- | ---- | ---- | ---- |
| Aantal                                                       | 166  | 128  | 191  | 197  | 184  | 150  | 18   | 0    | 3    |
| Verantwoording data: 1802-1910, 1910, 1923, 1989-2002, 2014. |      |      |      |      |      |      |      |      |      |

## Bezienswaardigheden

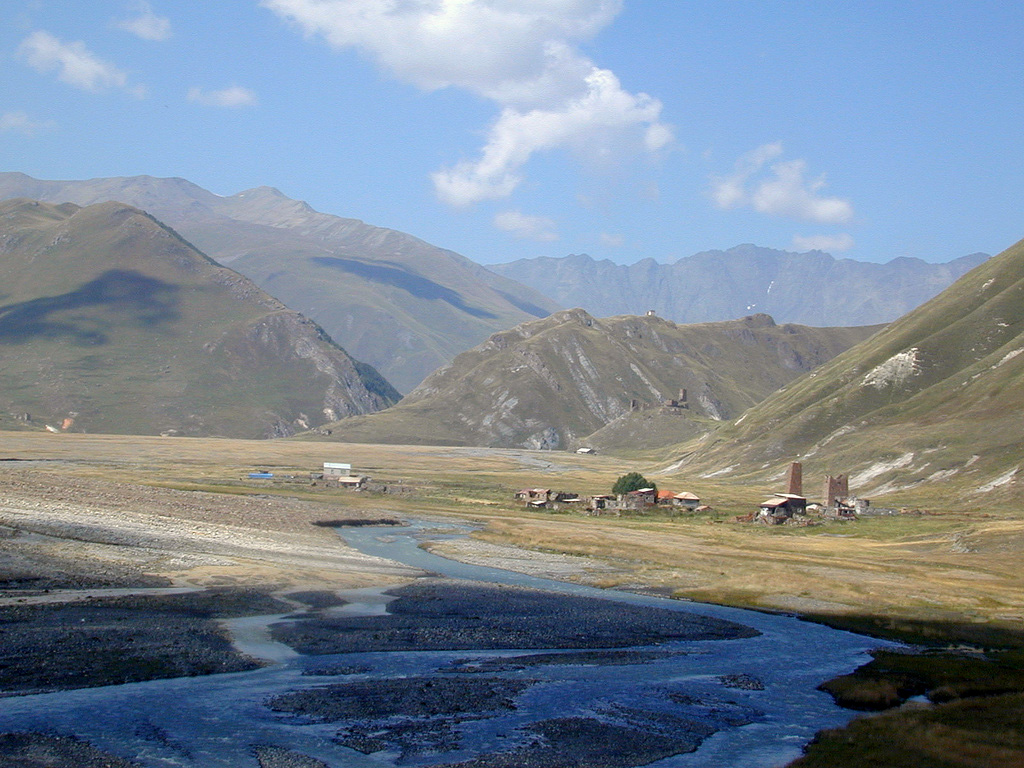
De ligging van Abano in de Troesovallei.

Het dorp ligt in de bezienswaardige Troesovallei, een van de belangrijke valleien in de gemeente Kazbegi. Deze vallei is ook de bron van de Terek rivier. In de nederzetting staat een klooster, een van oorsprong 19e-eeuwse kerk en twee 17e-eeuwse torens van 15 en 20 meter hoog. Tussen 2010 en 2014 werd de 19e-eeuwse kerk herbouwd en werd er een klooster gesticht. De twee oude torens in het dorp zijn bij de kloosterfunctie getrokken.
- De kerk is oorspronkelijk in 1889 gebouwd als hallenkerk, en had een afmeting van 12,9x6,4 meter. Tot de herbouw in 2010-2014 was de kerk niet veel meer dan een ruïne waar de zijmuren en het dak van ingestort waren.[12]
- De hoogste defensieve woontoren in Abano is 20 meter hoog en meet 5,8x5,6 meter aan de voet terwijl hij naar boven taps toeloopt. De toren is gebouwd van lokale gebroken stenen en heeft een entree die drie meter boven de grond is. De begane grond is gevuld met aarde, en er zijn meerdere verdiepingen in de toren, met enkele ramen.[13]
- De tweede toren is 15 meter hoog, heeft een rechthoekige voet van 7,6x8,7 meter met vier verdiepingen en is recht omhoog gebouwd. De bovenste verdieping heeft brandschade en is beschadigd. Deze toren is niet alleen defensief maar ook een woonverblijf. In de muren zitten diverse schietgaten. Op elke verdieping zijn kleine rechthoekige ramen die vlak onder het plafond zitten en afgesloten kunnen worden met stenen luiken. De ingang is twee meter boven de grond. Op de vierde verdieping is een rechthoekige veranda.[14]

## Vervoer
Abano ligt 16 kilometer van de Georgische Militaire Weg (S3, de doorgaande weg Tbilisi - Rusland, en is vanaf het dorp Almasiani via een onverharde weg te bereiken. De nederzetting werd in de jaren 1850 verbonden aan de Georgische Militaire Weg.